# Фредрик Вертхам
Фредрик Вертхам (енгл. Fredric Wertham, Минхен, 20. март 1895 — Кемптон, 18. новембар 1981) је био немачко-амерички психијатар јеврејског порекла и борац против оного што је сматрао за штетне последице насилних слика у медијима и стриповима на развој деце. Његова најпознатија књига је „Завођење невиних“ (1954), што је довело до истраге америчког Конгреса о издавачима стрипова и стварања Кодекса о стриповима. Називао је телевизију „школом за насиље“ и говорио је: „ако би требало да сретнем необузданог младића у тамној уличици, желео бих да то буде онај који није гледао „Бони и Клајда“.“